# Kostas Karyotakis

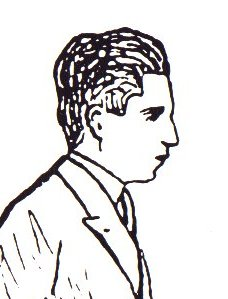
Kostas Karyotakis, Selbstporträt

Kostas Karyotakis (griechisch Κώστας Καρυωτάκης, * 30. Oktober 1896 in Tripolis; † 21. Juli 1928 in Preveza) war ein griechischer Dichter und Prosaist und gehört zu den umstrittensten Persönlichkeiten der neugriechischen Literaturgeschichte. Er prägte eine ganze Generation und löste das Phänomen des Karyotakismus aus, wurde jedoch von vielen Kritikern abgelehnt. Er ist heute einer der meistgelesenen neugriechischen Lyriker.

## Leben

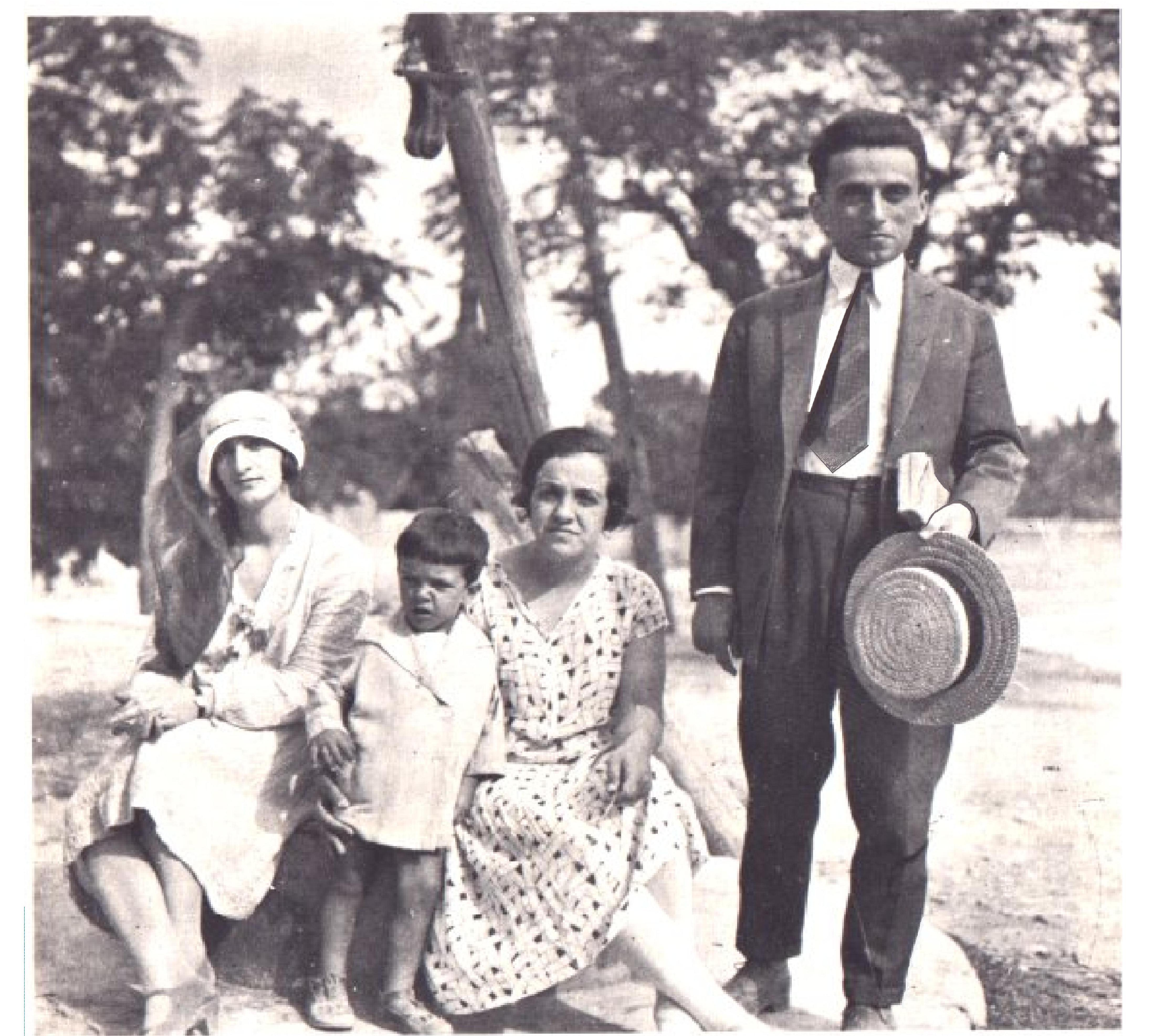
Kostas Karyotakis mit seiner Schwester, seinem Neffen und einer weiteren Verwandten in Preveza (1927)

Karyotakis war Sohn des Ingenieurs Georgios Karyotakis und dessen Frau Ekaterini (geborene Skagianni). Er war das mittlere von drei Geschwistern: Seine um ein Jahr ältere Schwester Nitsa (* 1895) heiratete den Anwalt Panagiotis Nikoletopoulos, sein drei Jahre jüngerer Bruder Thanos (* 1899) war Bankangestellter. Aufgrund des väterlichen Berufs musste die Familie mehrere Male den Wohnort wechseln. So lebte sie auf Lefkada, in Patras, in Larisa, in Kalamata, in Argostoli, in Athen (1909–1911) und in Chania, wo sie bis 1913 blieb. 1912 veröffentlichte Karyotakis erste Gedichte in Kinderzeitschriften und wurde von der Jugendzeitschrift Pedikos Astir (Παιδικός Αστήρ) ausgezeichnet.
1913 schrieb er sich in der juristischen Fakultät in Athen ein, wo er Ende 1917 sein Diplom erhielt. In der Folge versuchte er als Anwalt Fuß zu fassen, was allerdings aufgrund der damaligen Arbeitsmarktsituation fehlschlug. Stattdessen entschied er sich für eine Stelle als Beamter und arbeitete als solcher in Thessaloniki, Syros, Arta und Athen.
1919 veröffentlichte er seine erste Gedichtsammlung Der Schmerz des Menschen und der Dinge (Ο Πόνος του Ανθρώπου και των Πραμάτων), der ihm keine besonders guten Kritiken einbrachte. Im selben Jahr gab er die satirische Zeitschrift I Gamba (Η Γάμπα) heraus, die jedoch nach sechs Ausgaben verboten wurde. Seine zweite Sammlung wurde 1921 unter dem Titel Schmerzmittel (Νηπενθή) veröffentlicht. In dieser Zeit begann er eine Freundschaft mit der Dichterin Maria Polydouri, die mit ihm in der Verwaltung der Präfektur Attika arbeitete. Im Dezember 1927 gab er mit Elegien und Satiren (Ελεγεία και Σάτιρες) seine letzte Gedichtsammlung heraus. Neben seinen Gedichten schrieb Karyotakis auch Prosatexte.
Karyotakis arbeitete in verschiedenen Ministerien, engagierte sich nebenbei gewerkschaftlich und war an Beamtenstreiks beteiligt. Im Januar 1928 wurde er zum Generalsekretär der Athener Beamtenvereinigung gewählt. Aufgrund einer von ihm autorisierten und unterschriebenen Veröffentlichung, die seinen ihm vorgesetzten Minister kritisierte, wurde er im Februar 1928 beruflich nach Patras, im Juni schließlich nach Preveza versetzt.
Kostas Karyotakis litt in den letzten Jahren seines Lebens an Syphilis.

## Tod

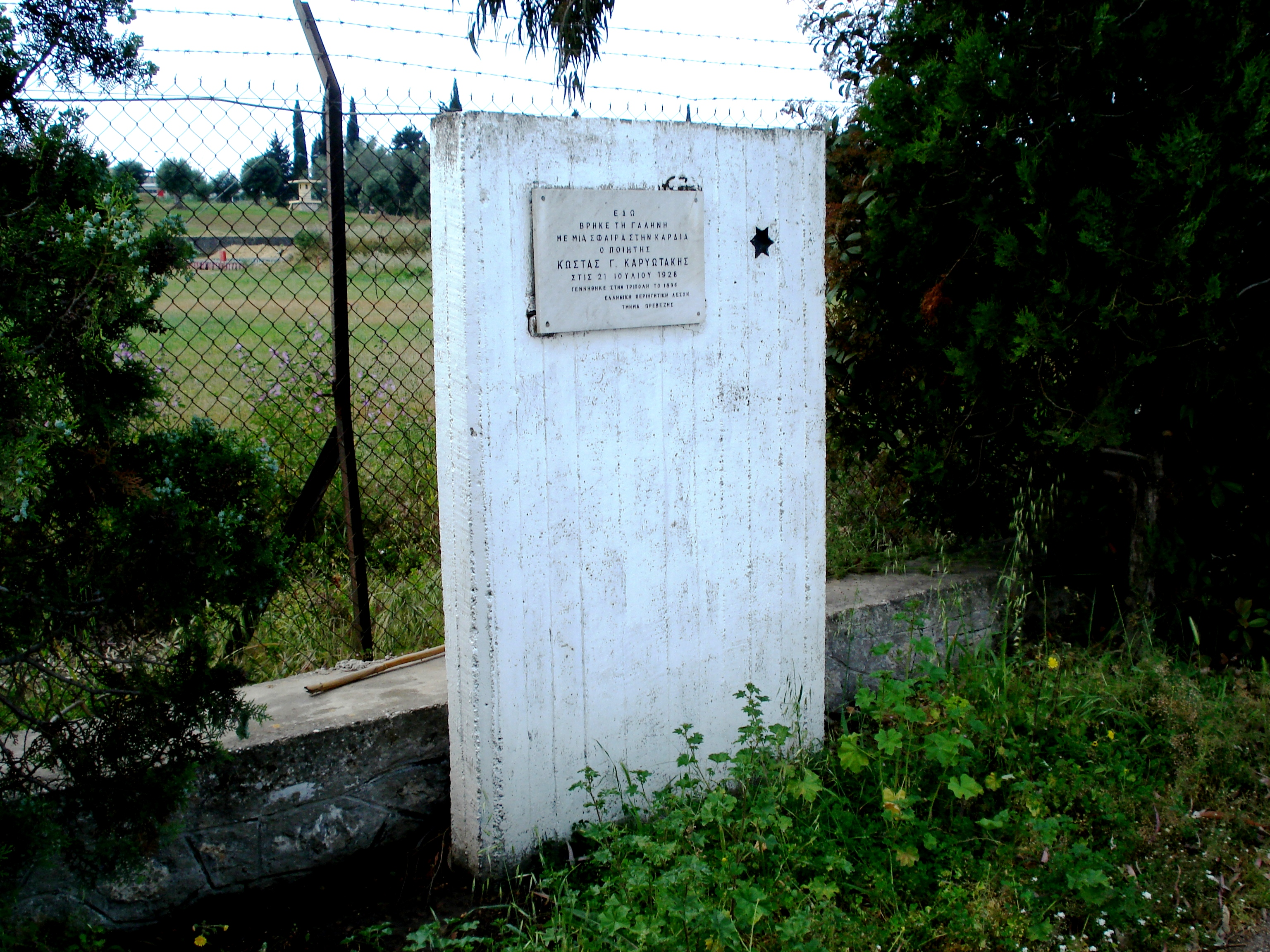
Denkstein an dem Ort in Preveza, an dem Kostas Karyotakis Suizid beging

Die Versetzung nach Preveza, einer Kleinstadt in Westgriechenland, machte Karyotakis schwer zu schaffen. Seine Briefe an Verwandte aus dieser Zeit offenbaren seine Verzweiflung an dem provinziellen Leben und der Kleinbürgerlichkeit. Am 20. Juli versuchte er erfolglos, sich zu ertränken. Am folgenden Tag besuchte er ein Café in Preveza und erschoss sich einige Stunden später. Er führte folgenden Abschiedsbrief mit sich:

„Es ist Zeit, meine Tragödie zu offenbaren. Meine größte Unvollkommenheit war meine zügellose Neugier, die krankhafte Phantasie und meine Bemühung, über alle Gefühle etwas erfahren zu wollen, ohne die meisten jedoch erfahren zu können. Ich hasse die mir zugeschriebene vulgäre Handlung. Nur ihre ideale Atmosphäre suchte ich, die äußerste Bitterkeit. Auch bin ich nicht der rechte Mensch für diesen Beruf. Meine gesamte Vergangenheit zeugt davon. Jede Realität war mir zuwider. Ich hatte das Schwindelgefühl der Gefahr. Und die herangezogene Gefahr empfange ich offenen Herzens. Ich zahle für alle, die wie ich kein Ideal in ihrem Leben fanden, die immer Opfer ihrer Zögerlichkeit geblieben sind oder ihr Leben als ein Spiel ohne Sinn empfanden. Ich sehe sie mit den Jahrhunderten in immer größerer Zahl kommen. An sie wende ich mich. Nachdem ich von allen Freuden gekostet hatte!! bin ich nun bereit für einen unehrenhaften Tod. Es tut mir leid um meine armen Eltern, es tut mir leid um meine Geschwister. Aber ich gehe erhobenen Hauptes. Ich war krank. Ich bitte euch, meinem Onkel Demosthenes Karyotakis zu telegraphieren (Monis-Prodromou-Straße, Nebenstraße der Aristotelous-Straße, Athen), so dass er meine Familie vorbereiten kann.

[P.S.] Und damit wir einen anderen Ton anschlagen: Ich rate all jenen, die schwimmen können, niemals zu versuchen, sich im Meer das Leben zu nehmen. Letzte Nacht habe ich zehn Stunden lang mit den Wellen gekämpft. Ich habe viel Wasser geschluckt, aber mein Mund gelangte, ich weiß nicht wie, immer wieder an die Oberfläche. Sicher werde ich, wenn mir die Gelegenheit dazu gegeben wird, einmal über die Eindrücke eines Ertrunkenen schreiben.“

Im Originaltext:

«Είναι καιρός να φανερώσω την τραγωδία μου. Το μεγαλύτερό μου ελάττωμα στάθηκε η αχαλίνωτη περιέργειά μου, η νοσηρή φαντασία και η προσπάθειά μου να πληροφορηθώ για όλες τις συγκινήσεις, χωρίς, τις περσότερες, να μπορώ να τις αισθανθώ. Τη χυδαία όμως πράξη που μου αποδίδεται τη μισώ. Εζήτησα μόνο την ιδεατή ατμόσφαιρά της, την έσχατη πικρία. Ούτε είμαι ο κατάλληλος άνθρωπος για το επάγγελμα εκείνο. Ολόκληρο το παρελθόν μου πείθει γι' αυτό. Κάθε πραγματικότης μου ήταν αποκρουστική.
Είχα τον ίλιγγο του κινδύνου. Και τον κίνδυνο που ήρθε τον δέχομαι με πρόθυμη καρδιά. Πληρώνω για όσους, καθώς εγώ, δεν έβλεπαν κανένα ιδανικό στη ζωή τους, έμειναν πάντα έρμαια των δισταγμών τους, ή εθεώρησαν την ύπαρξη τους παιχνίδι χωρίς ουσία. Τους βλέπω να έρχονται ολοένα περσότεροι, μαζύ με τους αιώνες. Σ' αυτούς απευθύνομαι.
Αφού εδοκίμασα όλες τις χαρές!! είμαι έτοιμος για έναν ατιμωτικό θάνατο. Λυπούμαι τους δυστυχισμένους γονείς μου, λυπούμαι τ' αδέλφια μου. Αλλά φεύγω με το μέτωπο ψηλά. Ημουν άρρωστος.

Σας παρακαλώ να τηλεγραφήσετε, για να προδιαθέση την οικογένειά μου, στο θείο μου Δημοσθένη Καρυωτάκη, οδός Μονής Προδρόμου, πάροδος Αριστοτέλους, Αθήνας.

Κ.Γ.Κ.

Και για ν' αλλάξουμε τόνο. Συμβουλεύω όσους ξέρουν κολύμπι να μην επιχειρήσουνε ποτέ να αυτοκτονήσουν δια θαλάσσης. Ολη νύχτα απόψε, επί 10 ώρες, εδερνόμουν με τα κύματα. Ηπια άφθονο νερό, αλλά κάθε τόσο, χωρίς να καταλάβω πώς, το στόμα μου ανέβαινε στην επιφάνεια. Ωρισμένως, κάποτε, όταν μου δοθή ευκαιρία, θα γράψω τις εντυπώσεις ενός πνιγμένου.
 Κ.Γ.Κ.»

Die genauen Hintergründe des Todes sind nicht geklärt. Giorgos Savvidis, der Leben und Werk des Schriftstellers intensiv studierte und auch Einblick in persönliche Dokumente hatte, stellte die Theorie von der Drogenabhängigkeit Karyotakis’ auf. Viele Stellen in seinem Werk – so die These Savvidis’ – weisen einen Bezug zu Rauschmitteln auf. Unter anderem der Titel der zweiten Gedichtsammlung (Schmerzmittel), die Verbindung zu Baudelaire und seiner Wirklichkeitsflucht, zahlreiche Einzelstellen in Gedichten und vor allem der letzte Prosatext vom Juni 1928 (Sein Leben / Η ζωή του) könnten dafür sprechen, dass die Lyrik nicht der einzige Ausweg war, den Karyotakis aus seiner Situation zu nehmen versuchte. Dafür spreche auch, dass Karyotakis’ Familie aus dem Abschiedsbrief die Stellen mit der „vulgären Handlung“ und dem Krankheitsbekenntnis Karyotakis’ vor der Veröffentlichung entfernen ließ, da sie möglicherweise um seinen Rauschmittelkonsum wusste und verhindern wollte, dass sein ganzes Werk unter diesem Aspekt betrachtet wird. Die Philologin Lizy Tsirimokou unterstützt die Thesen Savvidis’.

## Werk
Das Werk Kostas Karyotakis’ besteht in erster Linie aus den drei von ihm selbst veröffentlichten Gedichtsammlungen, zu denen meist auch die letzten, nicht mehr veröffentlichten Gedichte des Jahres 1928 gezählt werden. Neben seinen eigenen Gedichten nahm er in die zweite und dritte Sammlung auch Übersetzungen fremdsprachiger Lyrik mit auf, die aufgrund des großen poetischen Eigenanteils Karyotakis’ bei der Übersetzung als Teil seines eigenen literarischen Werks betrachtet werden. Darüber hinaus verfasste er Prosatexte, die er im Laufe der 1920er Jahre veröffentlichte. In der Gesamtausgabe von Savvidis (1965) sind auch einige Gedichte enthalten, die Karyotakis nicht veröffentlichen wollte.

### Lyrik

#### „Der Schmerz des Menschen und der Dinge“
Karyotakis’ erste Gedichtsammlung war 1919 Der Schmerz des Menschen und der Dinge (Ο Πόνος του Ανθρώπου και των Πραγμάτων). Sie enthält nur zehn Gedichte und zeichnet sich durch das noch vorhandene Vertrauen des Dichters in das poetische Wort aus. Das lyrische Ich spricht von Liebe als einem möglichen Ausweg dessen, der „den Schmerz“ gekostet hat. Der Schmerz ist für Karyotakis grundlegendes Weltempfinden, er rührt vom Wissen um die Wahrheit her. Als Dichter, der die Last auf sich nimmt, diesen Schmerz zu benennen, wird er von diesem beherrscht und zu dessen Opfer; das Dichtersein wird zur schicksalhaften Bürde.

#### „Schmerzmittel“
In seiner zweiten Gedichtsammlung, Schmerzmittel (Νηπενθή), die nur zwei Jahre später veröffentlicht wird (1921), erscheint die Lyrik Karyotakis’ bereits in einem anderen Licht: Seine Gedichte sind nun nicht mehr wie in der ersten Sammlung eine Art Zwiegespräch mit anderen Menschen, sondern Monologe und Erfahrungen der Einsamkeit. Der Titel der Sammlung bezeichnet nicht mehr Inhalt und Ursprung der Gedichte (das heißt den Schmerz), sondern die Gedichte selbst: Sie dienen dem Poeten zur vorübergehenden Linderung des Schmerzes, ohne dass dieser jedoch wirklich beseitigt werden kann. Das Vertrauen in das eigene poetische Wort ist dahingeschwunden, ein Gefühl der Ineffektivität der Poesie bemächtigt sich des Dichters. Karyotakis ist hin- und hergerissen zwischen den ambivalenten Aspekten des lyrischen Lebens: Einerseits schenkt ihm die Dichtung Linderung des Schmerzes, andererseits öffnet sie neue Wunden und verschlimmert seinen Zustand; sie offenbart Wahrheiten und verdeckt zugleich. Kostas Karyotakis bietet in seiner Sammlung Schmerzmittel verschiedene Auswegmöglichkeiten an: die nostalgische Hinwendung zur eigenen unbeschwerten Kindheit, die Liebe oder die Hoffnung auf Ruhm. Je mehr Karyotakis die Kontrolle über seine lyrische Sprache gewinnt, desto mehr verliert er sie über sich und seinen Zustand.
ΥΠΝΟΣ

Θα μας δοθεί το χάρισμα και η μοίρα

να πάμε να πεθάνουμε μια νύχτα

στο πράσινο ακρογιάλι της πατρίδας;

Γλυκά θα κοιμηθούμε σαν παιδάκια

γλυκά. Κι απάνωθέ μας θε να φεύγουν,

στον ουρανό, τ' αστέρια και τα εγκόσμια.

Θα μας χαϊδεύει ως όνειρο το κύμα.

Και γαλανό σαν κύμα τ' όνειρό μας

θα μας τραβάει σε χώρες που δεν είναι.

Αγάπες θα' ναι στα μαλλιά μας οι αύρες,

η ανάσα των φυκιών θα μας μυρώνει,

και κάτου απ' τα μεγάλα βλέφαρά μας,

χωρίς ναν το γρικούμε θα γελάμε.

Τα ρόδα θα κινήσουν απ' τους φράχτες,

και θα 'ρθουν να μας γίνουν προσκεφάλι.

Για να μας κάνουν αρμονία τον ύπνο,

θα αφήσουνε τον ύπνο τους αηδόνια.

Γλυκά θα κοιμηθούμε σαν παιδάκια

γλυκά. Και τα κορίτσια του χωριού μας,

αγριαπιδιές, θα στέκουνε τριγύρω

και, σκύβοντας, κρυφά θα μας μιλούνε

για τα χρυσά καλύβια, για τον ήλιο

της Κυριακής, για τις ολάσπρες γάστρες,

για τα καλά τα χρόνια μας που πάνε.

Το χέρι μας κρατώντας η κυρούλα,

κι όπως αργά θα κλείνουμε τα μάτια,

θα μας διηγιέται – ωχρή – σαν παραμύθι

την πίκρα της ζωής. Και το φεγγάρι

θα κατέβει στα πόδια μας λαμπάδα

την ώρα που στερνά θα κοιμηθούμε

στο πράσινο ακρογιάλι της πατρίδας.

Γλυκά θα κοιμηθούμε σαν παιδάκια

που όλη τη μέρα έκλαψαν κι απόστασαν.
SCHLAF

Wird uns das Glück zuteil und die Bestimmung,

zum Sterben eines Nachts die grünen

Gestade unsrer Heimat zu erreichen?

Wir werden schlafen süß wie kleine Kinder,

so süß, und über uns im Himmelskreise

verlöschen Irdisches und die Gestirne.

Und wie ein Traum wird uns die Woge streicheln,

und blau wie eine Woge werden Träume

uns Länder zeigen, die es nie gegeben.

Die Liebe wird in unsren Haaren wehen,

der Algen Atem unsre Stirnen salben,

verborgen unter unsren großen Lidern

werden wir lachen, ohne es zu wissen.

Die Rosen regen sich auf ihren Hecken

und kommen, um als Kissen uns zu dienen.

Um unsern Schlaf in Wohlklang zu verwandeln,

verschmähn die Nachtigallen ihren eignen.

Wir werden schlafen süß wie kleine Kinder,

so süß, und alle Mädchen unsres Dorfes

stehn um uns her wie wilde Birnenbäume

und beugen sich und sprechen im geheimen

von goldnen Hütten und von Sonnenstrahlen

am Sonntag, von schneeweißen Blumentöpfen,

von unsren frohen Jahren, die verstreichen.

Ein Mütterchen hält unsre Hand in ihrer,

und wie wir langsam unsre Augen schließen

erzählt sie uns – ganz bleich – als wär’s ein Märchen

vom bittren Leben. Und wie eine Kerze

brennt nieder dann der Mond zu unsren Füßen

in jener Stunde, wenn wir an dem grünen

Gestade unsrer Heimat endlich schlafen.

Wir werden schlafen süß wie kleine Kinder,

die von des Tages Tränen müde wurden.

Deutsche Übersetzung: Maria Oikonomou-Meurer und Ulrich Meurer

#### „Elegien und Satiren“
Die dritte und letzte Gedichtsammlung, Elegien und Satiren (Ελεγεία και Σάτιρες), markiert 1927 den Höhepunkt im Schaffen Karyotakis’. Sie ist sein definitiver und repräsentativster Zyklus und stellt einen Meilenstein in der neugriechischen Lyrik dar. Wiederum beschreibt der Titel der Gedichtsammlung ihren eigenen Inhalt; es sind sowohl Elegien enthalten, die in der Linie der bisherigen Dichtung Karyotakis’ stehen, als auch Satiren, die das letzte große Kapitel seiner dichterischen Tätigkeit darstellen. Während er in der Sammlung Schmerzmittel noch mögliche Auswege formulierte, um seine schmerzhafte Wahrnehmung der Wirklichkeit zu bewältigen, befindet er sich nun endgültig in einer Sackgasse und hat den Kampf aufgegeben. Seine Dichtung – so empfindet es Karyotakis – hat versagt, das Dichtersein ist sinnlos geworden; der letzte Schritt, den er noch verzweifelt tun kann, ist die Hinwendung zur Satire. Damit begibt er sich in ein poetisches Feld jenseits der Elegie; die für ihn unerträgliche Wirklichkeit wird nun nicht mehr beklagt oder offen benannt – denn das hat sich als sinnlos und selbstzerstörerisch erwiesen; nun wird sie in beißender Schärfe karikiert.
[ΤΙ ΝΑ ΣΟΥ ΠΩ...]

Τι να σου πω, φθινόπωρο, που πνέεις από τα φώτα

της πολιτείας και φτάνεις ως τα νέφη τ' ουρανού;

Ύμνοι, σύμβολα, ποιητικές, όλα γνωστά από πρώτα,

φυλλορροούν στην κόμη σου τα ψυχρά άνθη του νου.

Γίγας, αυτοκρατορικό φάσμα, καθώς προβαίνεις

στο δρόμο της πικρίας και της περισυλλογής,

αστέρια με το πρόσωπο, με της χρυσής σου χλαίνης

το κράσπεδο σαρώνοντας τα φύλλα καταγής,

είσαι ο άγγελος της φθοράς, ο κύριος του θανάτου,

ο ίσκιος που, σε μεγάλα βήματα· φανταστικά,

χτυπώντας αργά κάποτε στους ώμους τα φτερά του,

γράφει προς τους ορίζοντες ερωτηματικά...

Ενοσταλγούσα, ριγηλό φθινόπωρο, τις ώρες,

τα δέντρα αυτά του δάσους, την έρημη προτομή.

Κι όπως πέφτουνε τα κλαδιά στο υγρό χώμα οι οπώρες,

ήρθα να εγκαταλειφθώ στην ιερή σου ορμή.
[WAS SOLL ICH DIR ENTGEGNEN, HERBST …]

Was soll ich dir entgegnen, Herbst, der aufweht von den Lichtern

der Stadt und bis zum Himmel reicht und seinen Wolkenscharen?

Hymnen, Symbole, schon bekannt, und Regelwerk von Dichtern

streuen kühle Geistesblüten wie aus Laub in deinen Haaren.

Indem du schreitest, kaiserliches Spektrum und Gigant,

Auf dem Pfad der Bitterkeit und der sammelnden Gestalt,

kehrst du mit deiner Stirn die Sterne, und gleich mit dem Rand

deines Umhangs aus Gold die Blätter rings auf dem Asphalt.

Du bist der Engel des Verfalls, der Herr in Todestagen,

der Schatten, der phantastische und weite Schritte treibt,

der langsam mit den Flügeln schlägt, die aus den Schultern ragen,

und gegen alle Horizonte Fragezeichen schreibt ...

Ich sehnte mich, zitternder Herbst, nach diesen Stundenläufen,

den Bäumen dieses Waldes, nach der Büste Einsamkeit.

Und da sich Zweige, Früchte, auf den nassen Boden häufen,

kam ich und hab mich deinem heilig Ungestüm geweiht.

Deutsche Übersetzung: Maria Oikonomou-Meurer und Ulrich Meurer

#### Weitere Gedichte
Eine inhaltliche Fortsetzung der dritten Gedichtsammlung sind die letzten drei Gedichte (1928), die in Preveza verfasst wurden und nicht mehr zur Veröffentlichung kamen.
Karyotakis hat auch einige Gedichte geschrieben, die er zu Lebzeiten nicht veröffentlichen wollte; dazu gehört beispielsweise das Gedicht Λυκαβηττός (Lykavittos).

### Prosa
Karyotakis’ Prosawerk umfasst einige wenige, kurze Texte, deren Rolle in der Geschichte der neugriechischen Prosa umstritten ist. Es handelt sich um Erzählungen meist ohne objektive Handlung, in denen er unter anderem seine Erfahrungen als Beamter verarbeitet. Die Texte, von denen elf zwischen 1919 und 1928 veröffentlicht wurden, stellen in den letzten Lebensjahren Karyotakis’ zunehmend den Versuch dar, eine Alternative zur Dichtung und damit vielleicht den ersehnten Ausweg aus seiner tragischen Lebenssituation zu finden. Laut dem Karyotakis-Biographen und ersten Herausgeber seines Gesamtwerks (1938), Charilaos Sakellariadis, beschloss Karyotakis 1928, sich fortan nur mehr der Prosa zu widmen und die Lyrik zu verlassen. Der Herausgeber der zweiten Gesamtausgabe (1965), Giorgos Savvidis, erkennt in dem Prosastück Die Letzte (Η τελευταία, ca. 1922) einen der frühesten großen inneren Monologe Europas. Eine einzige Prosaübersetzung von Karyotakis ist die der Erzählung Spieler-Glück von E. T. A. Hoffmann.

### Poetische Aspekte
Karyotakis’ Dichtung ist heterogen und ambivalent: Sie schwankt zwischen leisem Lyrismus und romantischer Rhetorik, zwischen elegischer In-sich-Gewandtheit und satirischer Schärfe. Der Gegensatz zwischen empirischer Objektivität und einem subjektiven Erleben der Dinge wird offen artikuliert. Lyrischer Topos ist immer die Suche nach dem Ideal, die scheitern muss; die ersehnte Linderung des Schmerzes der Wirklichkeit, auf die nur neuer Schmerz folgt.
In den Gedichten Karyotakis’ findet man nur selten poetische Bilder. Stattdessen überwiegt das „Schwindelgefühl der Leere“, Gegenstände treten meist nur akustisch, nicht stofflich und plastisch auf, und bestimmende Motive sind die des Weggehens, des Schattens, der Finsternis.

### Formale Aspekte
Karyotakis verwendet in seinen Gedichten meist den Jambus, doch kommen auch alle anderen Versmaße vor. Strophen und Verse sind völlig unterschiedlich lang, und auch sprachlich zeichnet sich Karyotakis durch Vielfalt aus: Er dichtet nie in freien Versen, befreit sich aber gleichzeitig von traditionellen Mustern und Konventionen und traut sich, seiner Dichtung in Form von vielen Enjambements, Fehlbetonungen und Hiaten eine ungewöhnliche Gestalt zu geben. Jede Form von gekünsteltem Singsang oder romantischen Übertreibungen ist ihm fremd; seine Sprache ist klar, nüchtern, verrät das ehrliche Empfinden eines tiefpessimistischen Menschen und enthält weder das epische Element eines Kostis Palamas noch das rational-durchdachte eines Giorgos Seferis. Er schreibt in Dimotiki, lässt aber auch hochsprachliche Wörter zu und bezieht damit einen individuellen Standpunkt in der damaligen lyrischen Landschaft Griechenlands. Bestimmte Reime kommen mehrmals vor und sind bezeichnend: γράφω (grafo „ich schreibe“) – τάφο (tafo „Grab“). Im Gedicht Wenden/Strophen (Στροφές) verwendet Karyotakis den im Neugriechischen eigentlich nicht existenten Plural von „Chaos“ («στα χάη του κόσμου» „in den Chaossen der Welt“).

### Einflüsse im Werk von Karyotakis
Es wurde wiederholt darauf hingewiesen, dass Karyotakis stark vom französischen Symbolismus eines Charles Baudelaire, aber auch eines Paul Verlaine, Stéphane Mallarmé oder Arthur Rimbaud geprägt war. Baudelaire ist in Karyotakis’ Werk nicht nur in Form von zwei übersetzten Gedichten vertreten, auch der Titel der zweiten Gedichtsammlung Schmerzmittel (Νηπενθή) stammt ursprünglich von Baudelaire, der in seinem Werk Les paradis artificiels (1860) das Opium als „pharmakon népenthès“, also als schmerzstillendes Mittel, bezeichnet hatte. Karyotakis steht klar in der Linie des bürgerlichen Realismus von Konstantinos Kavafis und ähnelt diesem auch als tragische Dichterfigur.
Die Literaturwissenschaft hat auch viele weitere wissentliche oder unwissentliche Parallelen und Vorbilder von Kostas Karyotakis benannt, so etwa Miltiadis Malakassis und Andreas Kalvos, an die sich Karyotakis in je einem Gedicht direkt wendet.

## Rezeption

### Karyotakismus
Kostas Karyotakis begeisterte mit seinen Gedichten, die oftmals tiefe Hoffnungslosigkeit und das Leiden eines sensiblen Menschen unter einer unerträglichen gesellschaftlichen Situation ausdrückten, viele junge Menschen. Um 1930 entstand unter Nachwuchsdichtern eine Bewegung der Nachahmung und Mythifizierung Karyotakis’, die als „Karyotakismus“ (καρυωτακισμός) in die neugriechische Literaturgeschichte einging und von der Literaturkritik einhellig abgelehnt und sogar als gefährlich gebrandmarkt wurde, da Karyotakis die Jugend in seinen Bann ziehe und deren Gefühl für Sprache und Kunst verderbe. Sein Selbstmord trug freilich entscheidend dazu bei, dass sich um seine Person schnell eine Aura des Mythischen und Heroischen legte, hatte er doch durch seine Tat das erlangt, wonach sich viele sehnten: die völlige Einheit von Leben und Werk, bei der der Selbstmord als konsequente und unausweichliche Fortführung der gelebten Dichtung verstanden wird. Tatsächlich handelte es sich bei den Nachahmern Karyotakis’ meist um poetisch wenig wertvolle Imitationen des karyotakischen, depressiven Stils, die bald in Vergessenheit gerieten und heutzutage im Gegensatz zu Karyotakis selbst keine nennenswerte Rolle mehr spielen. Noch Jahrzehnte nach dem Tod Karyotakis’ wiesen zahlreiche Gedichte unterschiedlicher Autoren direkte Bezüge auf Karyotakis und sein Leben auf – ein Beleg für die tiefen Spuren, die dieser hinterlassen hat.

### Kritiker und Schriftsteller
Die Dichtung Kostas Karyotakis’ wurde von Anfang an mit geteilter Meinung aufgenommen. Während er in Kostas Varnalis, Kleon Paraschos und Tellos Agras Bewunderer fand, schlug ihm vor allem aus den Kreisen der kämpferisch-patriotischen und antikommunistischen Zeitschrift Ellinika Grammata (Ελληνικά Γράμματα) harsche Kritik entgegen. Vor allem Vassilis Rotas in einem Artikel 1928, den Karyotakis noch erlebte, und Andreas Karandonis 1935 kritisierten Karyotakis – nach anfänglich wohlwollender Beurteilung – nicht nur wegen seiner ihrer Meinung nach poetisch wertlosen Dichtung, sondern auch wegen seines nicht eindeutigen Bekenntnisses zur unverfälschten Volkssprache, wegen seiner Melancholie und der schonungslosen Gesellschaftskritik, die Karyotakis in seinen Satiren artikuliert hatte. Karyotakis antwortete auf die Kritik Rotas’ und ließ sich 1928 auf ein Hin und Her aus Protestbriefen einerseits und gehässigen, veröffentlichten Stellungnahmen der Redaktion von Ellinika Grammata andererseits ein, erlebte aber die heißeste Phase der Auseinandersetzungen um seine Person und sein Werk nicht mehr. Die Kritiker K. Dimaras und G. Theotokas lehnten Karyotakis völlig ab, fanden im Gegensatz zu Rotas und Karandonis kein einziges positives Wort und sprachen ihm sogar den Rang eines Dichters ab; allerdings konnten auch sie nicht leugnen, dass Karyotakis zum Symbol und Vertreter einer ganzen Epoche geworden war. Insbesondere in den 1930er Jahren, als mit Andreas Embirikos der Surrealismus in Griechenland eingeführt wurde und aus der Sowjetunion der Geist eines sozialistischen Realismus wehte, ließ sich ein allgemeiner Stimmungswandel verzeichnen; man sehnte sich nach Autoren, die Optimismus verbreiteten und eine Dichtung der Stärke und des Hohen oder Visionären produzierten. Die Aufmerksamkeit der Kritiker wandte sich daher relativ bald von Karyotakis ab, dessen pessimistische Dichtung als „Ende“ eines Nebenzweigs der neugriechischen Literatur betrachtet wurde, und neuen Dichtern wie Giorgos Seferis, Odysseas Elytis, Nikos Engonopoulos und anderen zu. Noch in den 1950er Jahren wurde die Dichtung Karyotakis’ vereinzelt als gefährlich bezeichnet.

### Einordnung in die neugriechische Literaturgeschichte
Die Rolle von Kostas Karyotakis in der neugriechischen Literaturgeschichte blieb lange ungeklärt. Erst im späten 20. Jahrhundert konnte sich die Forschung von der vielfach einseitigen, hauptsächlich durch den Karyotakismus ausgelösten Kritik befreien und ein klareres Bild vom Werk des Dichters gewinnen. Als herausragender Vertreter einer kleinbürgerlichen Kultur der Zwischenkriegszeit, einer Generation, die unter den schlimmen Eindrücken des Ersten Weltkriegs, der Kleinasiatischen Katastrophe, von Arbeitslosigkeit und politischer Instabilität stand, markiert Kostas Karyotakis einen Meilenstein in der neugriechischen Literaturgeschichte und zugleich einen Einzelfall, da er sich nicht in einen größeren Kreis ähnlicher Dichter einordnen lässt. Den städtischen Realismus Kavafis’ entwickelte er weiter zum neubürgerlichen Realismus, der seine Stoffe nicht mehr aus allen Epochen schöpft, sondern sich ausschließlich der Gegenwart zuwendet. Auch wenn Karyotakis’ Lyrik wiederholt als „Ende“ und Sackgasse bezeichnet wurde, hat sie doch literarische Größen wie Jannis Ritsos, Giorgos Seferis und Odysseas Elytis in ihrem Werdegang beeinflusst.
Heute gilt Kostas Karyotakis unumstritten als eine der bedeutendsten Persönlichkeiten der neugriechischen Literaturgeschichte, und seine Gedichte gehören nach wie vor zu den meistgelesenen.

### Wissenswertes
- Savina Yannatou veröffentlichte 1982 mehrere Gedichte Karyotakis’ in gesungener Version.
- Mikis Theodorakis vertonte im Jahre 1983 aus den drei Gedichtbänden Karyotakis’ eine Reihe von Liedern und widmete ihm 1985 seine erste Oper Die Metamorphosen des Dionysos (Kostas Karyotakis).

### Von Karyotakis selbst herausgegebene Gedichtsammlungen
- Der Schmerz des Menschen und der Dinge (Ο Πόνος του Ανθρώπου και των Πραμάτων, 1919)
- Schmerzmittel (Νηπενθή, 1921)
- Elegien und Satiren (Ελεγεία και Σάτιρες, 1927)

### Postume Gesamtausgaben
- Άπαντα, 1938 herausgegeben von Ch. Sakellariadis (Χ. Σακελλαριάδης)
- Ευρισκόμενα, 1966 herausgegeben von G. Savvidis (Γ. Σαββίδης)
- Κώστας Καρυωτάκης, "Τα άπαντα. Ποιήματα και πεζά – Η διαχρονική ποίηση ενός ιδανικού αυτόχειρα", Επιμέλεια: Καίτη Νικολοπούλου, Πρόλογος: Ευάγγελος Ανδρέου. Εκδ. Parsec Αθήνα 2023 (Kostas Karyotakis, „Gedichte und Prosa“, Kurator:Kate Nikolopoulou, Prolog: Evangelos Andreou – Ed. Parsec Athen 2023) ISBN 978-618-86529-1-0 (Digitalisat)

### Sekundärliteratur
- Agras, Tellos: Karyotakis und die Satiren, in: Mitsou, Marie-Elisabeth; Oikonomou, Maria (Hrsg.): Reflexionen. Essays neugriechischer Autoren, München 2005
- Angelastos, Dimitris (Αγγελάτος, Δημήτρης): Διάλογος και ετερότητα. Η ποιητική διαμόρφωση του Κ.Γ. Καρυωτάκη, Athen 1994
- Dounia, Christina (Ντουνιά, Χριστίνα): Κ. Γ. Καρυωτάκης, Athen 2000
- Filokyprou, Elli (Φιλοκύπρου, Έλλη): Παλαμάς, Καρυωτάκης, Σεφέρης, Ελύτης. Η διαρκής ανεπάρκεια της ποίησης, Athen 2006
- Leondaris, Vyron (Λεοντάρης, Βύρων): Θέσεις για τον Καρυωτάκη, in: Σημειώσεις 1 (1973), S. 71–77
- Papazoglou, Christos (Παπάζογλου, Χρήστος): Παρατονισμένη μουσική. Μελέτη για τον Καρυωτάκη, Athen 1988
- Savvidis, G. P. (Σαββίδης, Γ. Π.): Στα χνάρια του Καρυωτάκη, Athen 1989
- Stergiopoulos, Kostas (Στεργιόπουλος, Κώστας): Οι επιδράσεις στο έργο του Καρυωτάκη, Athen 1972
- Tokatlidou, Vasiliki (Τοκατλίδου, Βασιλική): Οι μεταφράσεις του Καρυωτάκη. Ένταξή τους στο ποιητικό πρωτότυπο έργο των συλλογών του, Thessaloniki 1978
- Vavouris, Stavros (Βαβούρης, Σταύρος): Ο Καρυωτάκης ποιητής μείζων, in: Γράμματα και Τέχνες 41 (1985), S. 22–24
- Vogiatzoglou, Athina (Βογιατζόγλου, Αθηνά): Οι ποιητικοί κήποι του Κ. Γ. Καρυωτάκη, in: Η λέξη 79–80 (1988), S. 882–87
- Voulgaris, Kostas (Βούλγαρης, Κώστας): Κ. Καρυωτάκης. Φύλλα Πορείας, Athen 1998
- [ohne Autor]: Συμπόσιο για τον Καρυωτάκη, bearbeitet von Μέμη Μελισσαράτου, Preveza 1990
- [ohne Autor]: Καρυωτάκης και Καρυωτακισμός. Επιστημονικό Συνέδριο 31 Ιανουαρίου και 1 Φεβρουαρίου 1997, Εταιρία Σπουδών Νεοελληνικού Πολιτισμού και Γενικής Παιδείας, Athen 1998